# واکین فینیکس
واکین رافائل فینیکس (انگلیسی: Joaquin Rafael Phoenix ‎/hwɑːˈkiːn/‎؛ زادهٔ ۲۸ اکتبر ۱۹۷۴) بازیگر آمریکایی است. او برای بازی در نقش شخصیت‌های تاریک و غیرمعمول در فیلم‌های مستقل معروف است و دریافت‌کنندهٔ افتخارات گوناگونی از قبیل یک جایزهٔ اسکار، یک جایزهٔ آکادمی فیلم بریتانیا، یک جایزهٔ گرمی و دو جایزهٔ گلدن گلوب بوده است. در سال ۲۰۲۰، نام او در رتبهٔ دوازدهم فهرست نیویورک تایمز از بزرگ‌ترین بازیگران قرن بیست و یکم قرار داده شد.
فینیکس فعالیت حرفه‌ای خود را در اوایل دههٔ ۱۹۸۰ به‌همراه برادرش ریور در تلویزیون آغاز کرد. او در آن زمان با نام لیف فینیکس که خودش انتخاب کرده بود، شناخته می‌شد. سپس در اوایل دههٔ ۱۹۹۰ نام اصلی خود را انتخاب و برای نقش‌های مکملش در فیلم کمدی-درام به خاطرش مردن (۱۹۹۵) و فیلم دورانی قلم‌پرها (۲۰۰۰) نظر منتقدان را به خود جلب کرد. او برای به تصویر کشیدن کومودوس در درام تاریخی گلادیاتور (۲۰۰۰) نامزد دریافت جایزهٔ اسکار بهترین بازیگر نقش مکمل مرد شد. فیلم علمی تخیلی نشانه‌ها (۲۰۰۲)، تریلر روستا (۲۰۰۴) و درام تاریخی هتل رواندا (۲۰۰۴) با بازی او در گیشه موفق بود و برای به تصویر کشیدن موسیقی‌دان جانی کش در فیلم زندگی‌نامه‌ای سربه‌راه باش (۲۰۰۵) نامزد دریافت جایزهٔ اسکار بهترین بازیگر مرد و برندهٔ جایزهٔ گلدن گلوب شد. او سپس در چند فیلم ظاهر شد و برای مدتی از بازیگری کناره‌گیری کرد.
فینیکس پس از مدتی دوری از سینما، در دههٔ ۲۰۱۰ به بازیگری بازگشت و برای بازی در درام روان‌شناختی استاد (۲۰۱۲) برندهٔ جام ولپی بهترین بازیگر مرد و برای سومین بار نامزد دریافت جایزهٔ اسکار شد. همچنین برای بازی در درام عاشقانهٔ او (۲۰۱۳) و طنز جنایی خباثت ذاتی (۲۰۱۴) تحسین شد و در سال ۲۰۱۷ برای نقش‌آفرینی در تریلر روان‌شناختی تو هرگز واقعاً اینجا نبودی برندهٔ جایزهٔ  بهترین بازیگر مرد جشنواره کن شد. او برای به تصویر کشیدن جوکر در تریلر روان‌شناختی جوکر (۲۰۱۹) جایزهٔ اسکار و بفتای بهترین بازیگر مرد را دریافت کرد.
فینیکس برای مشارکت در تهیهٔ موسیقی متن سربه‌راه باش برندهٔ جایزهٔ گرمی شد. او از فعالان حقوق حیوانات است. فینیکس از سه سالگی گیاه‌خوار بوده و به‌طور منظم از اهداف خیریه حمایت می‌کند و چندین مستند در مورد مصرف جهانی گوشت و تأثیر آن بر محیط زیست تولید کرده است. او با بازیگر رونی مارا ازدواج کرده و از او صاحب دو فرزند شده است.

## زندگی و حرفه بازیگری

### از ۱۹۷۴ تا ۱۹۹۴: اوایل زندگی و اجراها
فینیکس با نام واکین رافائل باتم در ۲۸ اکتبر سال ۱۹۷۴ در شهر سان خوآن پایتخت پورتوریکو در خانواده آمریکایی که سومین فرزند از پنج فرزند دیگر به ترتیب ریور فینیکس (۱۹۹۳–۱۹۷۰)، رین فینیکس (متولد ۱۹۷۲)، لیبرتی فینیکس (متولد ۱۹۷۶) و سامر فینیکس (متولد ۱۹۷۸) که همه آن‌ها بازیگر هستند، به دنیا آمد. آن‌ها همچنین خواهر ناتنی به اسم جودین (متولد ۱۹۶۸) نیز دارند. پدر فینیکس، جان لی باتم اصالتاً کالیفرنیایی است و نژاد انگلیسی، آلمانی و فرانسوی دارد. مادر او آرلین در خانواده‌ای یهودی از تبار روسیه و مجارستان در نیویورک به دنیا آمد. آرلین به کالیفرنیا مهاجرت کرد و پدر فینیکس را در هنگام هیچ‌هایک ملاقات کرد. آن‌ها در سال ۱۹۶۹ ازدواج کردند و به گروهی مذهبی ملحق شدند و همراه با گروه شروع به مسافرت در آمریکای جنوبی کردند. تا اینکه در سال ۱۹۷۷ از گروه جدا شدند و توسط کشتی باری از ونزوئلا به آمریکا بازگشتنند. آنها نام خانوادگیشان را به فینیکس (به معنای ققنوس) تغییر دادند که نماد پرنده‌ای افسانه‌ای است که از خاکستر خودش دوباره متولد می‌شود. تغییر نام خانوادگی آن‌ها به این دلیل بود که می‌خواستند بعد از جدایی از گروه و برگشت به ایالات متحده آمریکا شروعی دوباره داشته باشند. در همین زمان بود که واکین دوست داشت او را همانند خواهر و برادرش که نامشان مربوط به طبیعت است، لیف صدا بزنند تا اینکه در سن ۱۵ سالگی دوباره اسمش را به واکین تغییر داد.
فرزندان با آواز خواندن و نواختن موسیقی در مسابقات استعداد یابی، سعی داشتند تا کمک هزینه پدر و مادر باشند و به آنها در تهیه غذا کمک کنند. مادر وی در لس آنجلس، به عنوان دبیر اجرایی در شبکه ان‌بی‌سی، و پدرش در معماری منظره شروع به کار کردند. سرانجام فینیکس به همراه خواهران و برادرش توسط یکی از عوامل هالیوود در زمینه بازیگری کودکان (ایریس برتون) کشف شدند. کسی که هر پنج نفر آنهارا در زمینه بازیگری، تبلیغات و برنامه‌های تلویزیونی به کار گرفت. واکین هشت ساله، اولین تجربهٔ بازیگریش را در کنار برادرش (ریور) در سریال هفت عروس برای هفت برادر (سال ۱۹۸۲) در قسمت آواز کریسمس به دست آورد. اما اولین نقش مهمش را در نقش مکس که ۱۲ سال دارد و برای یادگیری دربارهٔ برنامه‌های فضایی ناسا، به مرکز فضایی کندی می‌رود، در فیلم کمپ فضایی (۱۹۸۶) بازی کرد. کمی بعد فونیکس توانست در فیلم پدر و مادری (۱۹۸۹) به کارگردانی ران هاوارد بازی کند که فیلم نظر منتقدان را جلب کرد و توانست ۱۲۶ میلیون دلار در جهان بفروشد. فینیکس توانست اولین نامزدی خود را برای جایزه (بهترین هنرمند جوان) در این فیلم کسب کند. او به دلیل اینکه دوران کودکی خود را صرف بازیگری کرده بود، تصمیم گرفت از بازیگری دست بکشد و به همراه پدرش به مکزیک و آمریکای جنوبی سفر کند.
در ۳۱ اکتبر سال ۱۹۹۳، سه روز پس از تولد ۱۹ سالگی واکین، برادر بزرگترش ریور فینیکس در یکی از کلاب‌های معروف هالیوود بر اثر مصرف بیش از حد هروئین و کوکایین در سن ۲۳ سالگی درگذشت. واکین و خواهرش رین که همراه ریور در کلاب بودند با ۹۱۱ تماس گرفتند تا به برادر مرده‌شان کمک کنند، اما دیگر کار از کار گذشته بود. بعد از این حادثه، تماس تلفنی واکین با ۹۱۱ بارها در برنامه‌های تلویزیونی و رادیویی پخش شد. به دنبال این اتفاقات خانواده او از اجتماع و مردم دوری کردند و به کشور کاستاریکا نقل مکان کردند.

### از ۱۹۹۵ تا ۱۹۹۹: بازگشت به بازیگری
بازگشت فینیکس اغلب در نقش مکمل و به عنوان شخصیتی که درگیری روحی و تاریک دارد بود تا اینکه در سال ۱۹۹۵ نقش یک جوان آشفته که توسط یک زن (نیکول کیدمن) اغوا می‌شود تا مرتکب جنایت شود را بازی می‌کند. فیلم به خاطرش مردن به کارگردانی گاس ون سنت در جشنواره کن به نمایش درآمد و موفقیت مالی و انتقادی زیادی را دربرداشت. منتقد روزنامه نیویورک تایمز، جانت ماسلین بازی فینیکس در این فیلم را ستایش کرده‌است و نوشته: «جیمی بیچاره، که توسط آقای فینیکس بازی شده‌است بیانگر حس دردناکی است که باعث می‌شود جزو بازیگرانی حساب شود که حتماً باید بازی‌هایشان را دید.»
در سال ۱۹۹۷، واکین نقش یک جوان دردسرساز را در فیلم دور برگردان الیور استون و یک مرد فقیر که عاشق زنی پولدار می‌شود در فیلم اختراع ابوت‌ها  بازی کرد که هردو فیلم نتوانستند نظر منتقدان را جلب کنند و فروش جهانی خوبی نداشتند. اما کمی بعد در همان سال توانست با بازی در فیلم ۸میلی‌متری در کنار نیکلاس کیج نظر برخی از منتقدان را جلب کند. این فیلم ۹۸ میلیون دلار در سراسر جهان فروخت که یک موفقیت تجاری به حساب آمد.

### از ۲۰۰۰ تا ۲۰۰۵: تحسین منتقدان و موفقیت تجاری

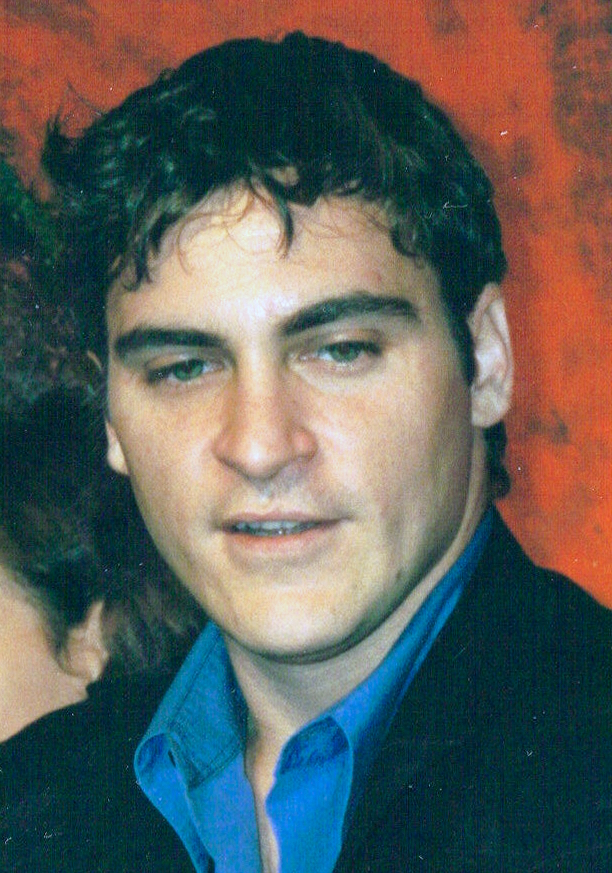
فینیکس در فرش قرمز برای فیلم محوطه، جشنواره فیلم کن ۲۰۰۰

در سال ۲۰۰۰ فینیکس در سه فیلم بازی کرد. او اولین همکاری اش را با کارگردان موفق هالیوود جیمز گری در فیلم محوطه تجربه کرد. فیلم دربارهٔ فساد در محوطه کویینز در شهر نیویورک است. این فیلم با اینکه نتوانست فروش خوبی داشته باشد اما منتقدان را راضی کرد و اما در همان سال واکین با بازی در نقش کومودوس (امپراتور رم) در فیلم گلادیاتور به کارگردانی ریدلی اسکات توانست نام خود را بر سر زبان مردم و منتقدین بیندازد و کارنامه بازیگری‌اش را درخشان کند. این فیلم علاوه بر سود بسیار زیاد، منتقدان را شگفت زده کرد و با فروش جهانی ۴۷۵ میلیون دلار، جزئی از پرفروش‌ترین فیلم در سال ۲۰۰۰ شناخته شد. بسیار از منتقدان در سراسر جهان این فیلم را شاهکار نامیدند و توانست جایزه اسکار بهترین فیلم (مهم‌ترین جایزه اسکار) را به خود اختصاص دهد. فینیکس برای بازی اش در این فیلم نامزد جایزه گلدن گلوب بهترین بازیگر نقش مکمل مرد، جایزه بفتای بهترین بازیگر نقش مکمل مرد و جایزه انجمن صنفی بازیگر نقش مکمل مرد شد و اولین نامزدی اش برای اسکار در بخش بهترین بازیگر نقش مکمل به دست آورد. او و برادرش ریور اولین برادرانی بودند که هردو نامزد جایزه اسکار برای بازیگری شدند و تا امروز همچنان این عنوان برای این دو باقیست. او در همان سال کشیشی آشفته را در فیلم قلم‌پرها که از زندگی مارکی دو ساد الهام گرفته شده‌است، به تصویر کشید. نمایش افتتاحیه آن در جشنواره فیلم تلیوراید (ایالات متحده آمریکا) در ۲ سپتامبر ۲۰۰۰ رقم خورد و فیلم با اینکه نتوانست با فروش ۱۷ میلیون دلاری، سودی کسب کند اما توانست نامزد سه اسکار در هفتاد و سومین دوره جوایز اسکار شود و جایزه هیئت ملی بازبینی برای بهترین فیلم را به خانه ببرد. فینیکس اولین دو جایزه مهمش یعنی جایزه سینمایی انتخاب منتقدان برای بهترین بازیگر نقش مکمل مرد و جایزه شورای ملی بهترین بازیگر نقش مکمل مرد را در این فیلم به دست آورد.
درسال ۲۰۰۱ فینیکس در فیلم طنز سربازان بوفالو به عنوان سرباز در نیروی زمینی ایالات متحده آمریکا بازی کرد. در اوایل سپتامبر این فیلم در جشنواره بین‌المللی فیلم تورنتو به نمایش درآمد. البته اکران جهانی این فیلم بخاطر شوخی با نیروهای مسلح ایالات متحده آمریکا و همزمانی با حملات ۱۱ سپتامبر، به مدت ۲ سال به تعویق افتاد و بالاخره در ۲۵ ژوئیه ۲۰۰۳ اکران شد که البته فروش آن با شکست مواجه شد.
از دیگر موفقیت‌های فینیکس در این دوره می‌توان به بازی در فیلم مهیج نشانه‌ها به کارگردانی ام. نایت شیامالان اشاره کرد. واکین نقش مریل هس، بازیکن لیگ بیسبال را بازی می‌کند که همراه برادرش گراهام مل گیبسون، حمله آدم فضایی‌ها به زمین را کشف می‌کنند. این فیلم توانست موفقیت تجاری زیادی را با فروش ۴۰۸ میلیون دلار با بودجه ۷۲ میلیون دلاری به دست آورد. پیتر ترورز فینیکس را ستایش کرد و در مجله رولینگ استون نوشت: "فینیکس به طرز چشمگیری، مریل هس را بازی کرد. او به خوبی توانست طنز و درد را در کاراکترش نشان دهد.

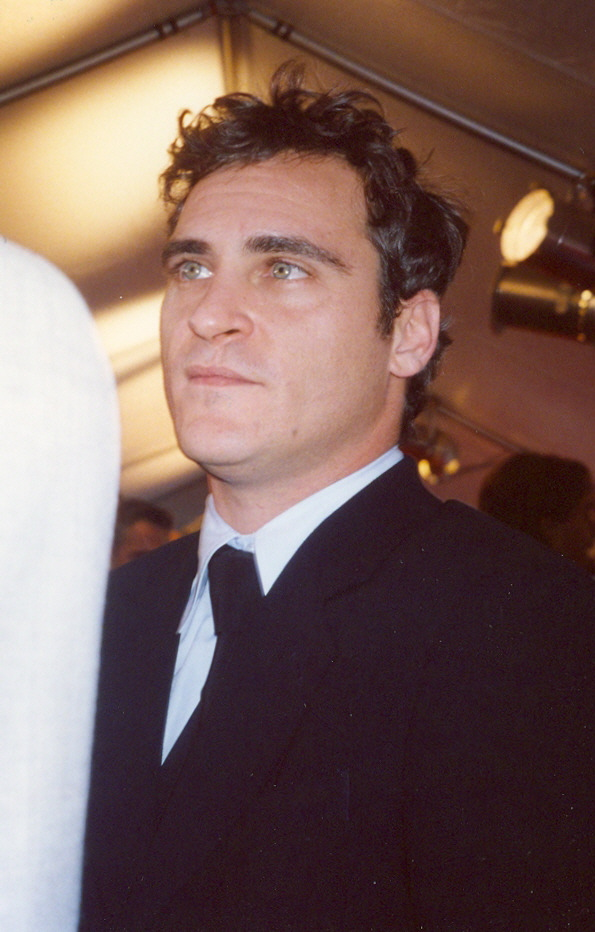
فینیکس در حال مصاحبه در افتتاحیه فیلم سربه‌راه باش ۲۰۰۵

فینیکس در سال ۲۰۰۳ توانست با صداپیشگی شخصیت «کنای» در کارتون برادر خرس در کمپانی والت دیزنی اولین تجربه اش در این زمینه را رقم بزند. این کارتون علاوه بر نامزدی در بخش جایزه اسکار بهترین فیلم پویانمایی، ۲۵۰ میلیون دلار در جهان فروخت. فینیکس در قسمت دوم این کارتون (برادر خرس ۲) نتوانست صداپیشگی کند و پاتریک دمپسی جای صدای او را گرفت.
در سال ۲۰۰۴ رسانه‌ها از همکاری دوباره فینیکس و شیامالان برای فیلم دلهره آور و مهیج روستا خبر دادند که منتقدان نظر مختلفی دربارهٔ این فیلم دادند اما این فیلم با بودجه ۶۰ میلیون دلاری، توانست ۲۵۶ میلیون دلار در جهان بفروشد. دومین فیلم این سال وی یعنی نردبان ۴۹، ۱۰۲ میلیون دلار فروش داشت که فینیکس و جان تراولتا نقش دو مأمور آتش‌نشانی را در آن بازی کردند. despite receiving generally mixed reviews. آخرین فیلم او در سال ۲۰۰۴ هتل رواندا بود که نقش جک دگلیش، یک عکاس ماجراجو را به تصویر کشید. با اینکه فروش این فیلم در حد متوسط بود ولی منتقدان آن را تحسین کردند. فینیکس در این فیلم نامزد جایزه انجمن بازیگران فیلم برای بهترین بازیگر نقش مکمل مرد شد.
در سال ۲۰۰۵ فینیکس توانست به عنوان نقش جانی کش در فیلم بیوگرافی سربه‌راه باش به کارگردانی جیمز منگولد برگزیده شود. تمامی موسیقی‌های متن فیلم توسط خود فینیکس خوانده و ضبط شده‌است. فیلم در ۱۸ نوامبر سال ۲۰۰۵ اکران شد و توانست ۱۸۶ میلیون دلار بفروشد. فینیکس با به تصویر کشیدن جانی، دومین نامزدی خود در اسکار اما این بار برای بهترین بازیگر نقش اول مرد در کنار جایزه بفتای بهترین بازیگر نقش اول مرد، جایزه سینمایی انتخاب منتقدان برای بهترین بازیگر مرد و جایزه انجمن بازیگران فیلم برای بهترین بازیگر مرد را کسب کند. او برنده جایزه گلدن گلوب بهترین بازیگر مرد فیلم موزیکال یا کمدی و جایزه گرمی برای بهترین موسیقی متن تلفیقی برای رسانه‌های ویژوال (برای موسیقی متن فیلم) شد. در اواخر سال ۲۰۰۵ فینیکس به عنوان راوی در مستند ساکنان زمین حاضر شد. این مستند راجع به فروشگاه‌های حیوانات خانگی و پرورشگاه‌های حیوانات خانگی است که داوران جایزه بشردوستانه را به فینیکس در جشنواره فیلم سن دیگو بابت همکاری اش در ساخت مستند اختصاص دادند.

### از ۲۰۰۶ تا ۲۰۱۰: تهیه کنندگی و کمی استراحت
در سال ۲۰۰۶ از واکین دعوت کردن تا به آکادمی علوم و هنرهای سینما ملحق شود.
در ۲۰۰۷ خبرها حاکی از همکاری دوباره جیمز گری و واکین برای فیلم شب مال ماست بود که فینیکس اولین بار کار تهیه کنندگی هم در این فیلم تجربه کرد. فینیکس در این فیلم نقش مدیر باشگاهی را بازی می‌کند که سعی دارد برادر و پدرش را از دست مافیاهای آدمکش روسی نجات دهد. این فیلم در جشنواره فیلم کن ۲۰۰۷ به نمایش درآمد که نظرات مختلفی به آن تعلق گرفت و فروش متوسطی داشت. فینیکس اولین جایزه خودش را در عنوان بهترین بازیگر نقش اول مرد در مراسم برگزیده مردم به دست آورد. دومین فیلم او در ۲۰۰۷ که نقش پدری را بازی می‌کند که تمام فکر و زندگی اش پیدا کردن قاتل پسرش است، جاده رزرو به کارگردانی تری جرج بود که هم منتقدان نظر منفی داده بودند و هم فروش بسیار ضعیفی داشت. پیتر ترورس در این باره می‌نویسد: «حتی با وجود بهترین بازیگران (همچون مارک رافلو و واکین فینیکس که از نطر من جزو بهترین بازیگران در عصر خود هستند) هم نمی‌شود فیلمی به این ضعیفی را نجات داد.»
سال ۲۰۰۸، واکین سومین همکاریش را با جیمز گری در فیلم دو عاشق به نویسندگی فیودور داستایفسکی رقم زد. این فیلم در ماه مه در جشنواره فیلم کن ۲۰۰۸ به نمایش درآمد که نقد بسیار مثبتی دریافت کرد. دیوید ادلستین نوشته‌است: «فینیکس حیرت‌انگیز است.» این فیلم ۱۶ میلیون دلار فروش داشت.
ایده ساختن یک مستندنما به ذهن فینیکس و شوهر خواهرش کیسی افلک در سال ۲۰۰۹ خطور کرد. این فیلم که در ۱۶ ژانویه ۲۰۰۹ شروع به فیلمبرداری شده بود، در ۶ سپتامبر ۲۰۱۰ در ۶۷ امین جشنواره بین‌المللی فیلم ونیز به نمایش درآمد. فیلم من هنوز اینجا هستم به کارگردانی کیسی افلک زندگی فینیکس را از بازنشستگی در بازیگری تا تبدیل شدن او به یک هنرمند هیپ هاپ نشان می‌دهد. در طول فیلمبرداری این فیلم، فینیکس در اجتماع طوری حاضر می‌شد که انگار واقعاً شغل او چیزی جز بازیگری است که البته همان موقع خیلی‌ها به اینکه ممکن است این یک فیلم مستندنما باشد شک کرده بودند. نظرات مختلفی دربارهٔ این فیلم وجود داشت اما در فروشش شکت خورد.

### از ۲۰۱۲ تا ۲۰۱۸: بازگشت به عرصه بازیگری و تحسین بیشتر
واکین در سال ۲۰۱۱ به عنوان یکی از نقش‌های اصلی فیلم استاد به کارگردانی پل توماس اندرسن معرفی شد. فونیکس نقش یک الکلی جانباز جنگ جهانی دوم به اسم فردی کوئل را بازی می‌کند که توانست جایزه مهم جام ولپی بهترین بازیگر مرد در جشنواره فیلم ونیز را به دست آورد. این فیلم هنری فقط توانست ۲۸ میلیون دلار بفروشد اما تمام منتقدان آن را در سراسر جهان تحسین کردند. بازی فینیکس بالاترین ستایش‌ها را جذب خود کرد و پیتر ترورز در Rolling Stone نوشته‌است: «فینیکس بهترین در حرفه اش است. او طوری نقش‌هایش را به تن می‌کند انگار که پوست دومش است و تو نمی‌توانی چشمانت را از بازی‌اش برداری.» همچنین بازیگرانی چون دانیل دی-لوئیس، جسیکا چستین و رابرت دووال او را تحسین کردند و فینیکس سومین نامزدی اسکار خود را برای بهترین بازیگر نقش اول مرد در کنار جایزه گلدن گلوب بهترین بازیگر مرد فیلم درام و جایزه بفتای بهترین بازیگر نقش اول مرد به دست آورد.

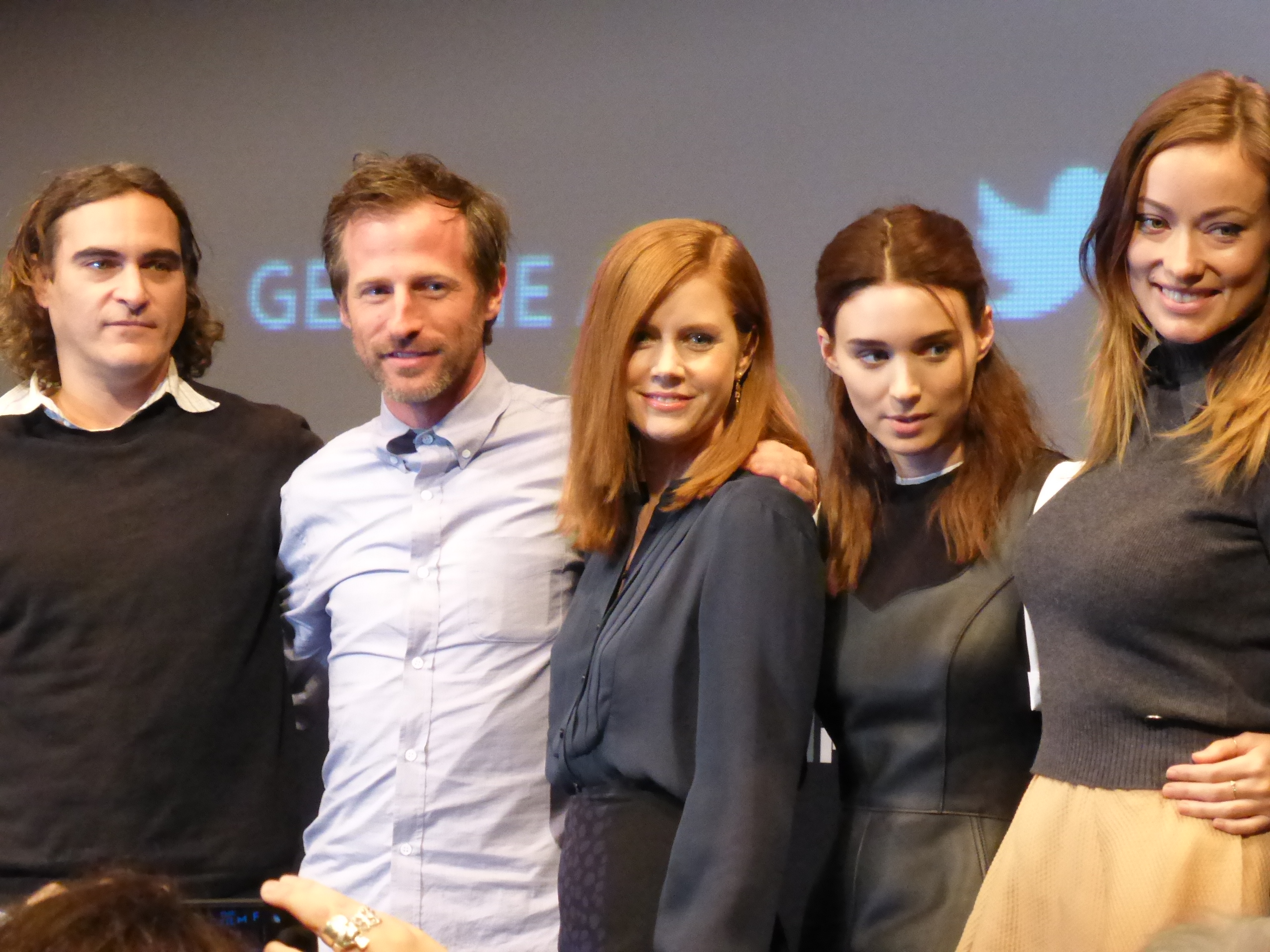
عوامل فیلم او در جشنواره فیلم نیویورک سال ۲۰۱۳

اسپایک جونز، کارگردان موفق سینما، واکین را برای نقش تئودور توامبلی، کسی که درگیر رابطه ای عاشقانه با یک سیستم عامل هوشمند که صدایی زنانه دارد (به صداپیشگی اسکارلت جوهانسون) در فیلم عاشقانه (درام) و علمی–تخیلی او در سال ۲۰۱۳ انتخاب کرد. فیلم در ۱۲ اکتبر ۲۰۱۳ در جشنواره فیلم نیویورک به نمایش درآمد و علاوه بر نقدهای مثبت، ۴۷ میلیون دلار در جهان فروخت. بازی فینیکس به‌طور گسترده مورد ستایش قرار گرفت و دو منتقد سینما یعنی منولا دارگیس و دیوید ادلستین معتقدند که هیچ‌کس جز فینیکس نمی‌توانست این نقش را بازی کند و در این باره گفته‌اند: «تصور فیلم او بدون آقای فینیکس دشوار است و هیچ‌کس جز او نمی‌تواند این نقش را مؤثر بازی کند.» فینیکس چهارمین نامزدی خود برای جایزه گلدن گلوب را به دست آورد و فیلم توانست نامزد ۵ جایزه اسکار شامل جایزه بهترین فیلم (مهم‌ترین جایزه اسکار) بشود. دومین فیلم مهم آن سال فینیکس یعنی فیلم مهاجر خبر از چهارمین همکاری وی با جیمز گری می‌دهد. فیلم ماجرای یک دلال را به تصویر می‌کشد که عاشق یک زن مهاجر لهستانی بدکار با بازی ماریون کوتیار می‌شود. این فیلم در دو جشنواره فیلم کن ۲۰۱۳ و جشنواره فیلم نیویورک به نمایش درآمد و در ۱۶ می ۲۰۱۴ در ایالات متحده آمریکا اکران شد. فیلم نتوانست به قدر کافی فروش داشته باشد اما منتقدان را راضی کرد.

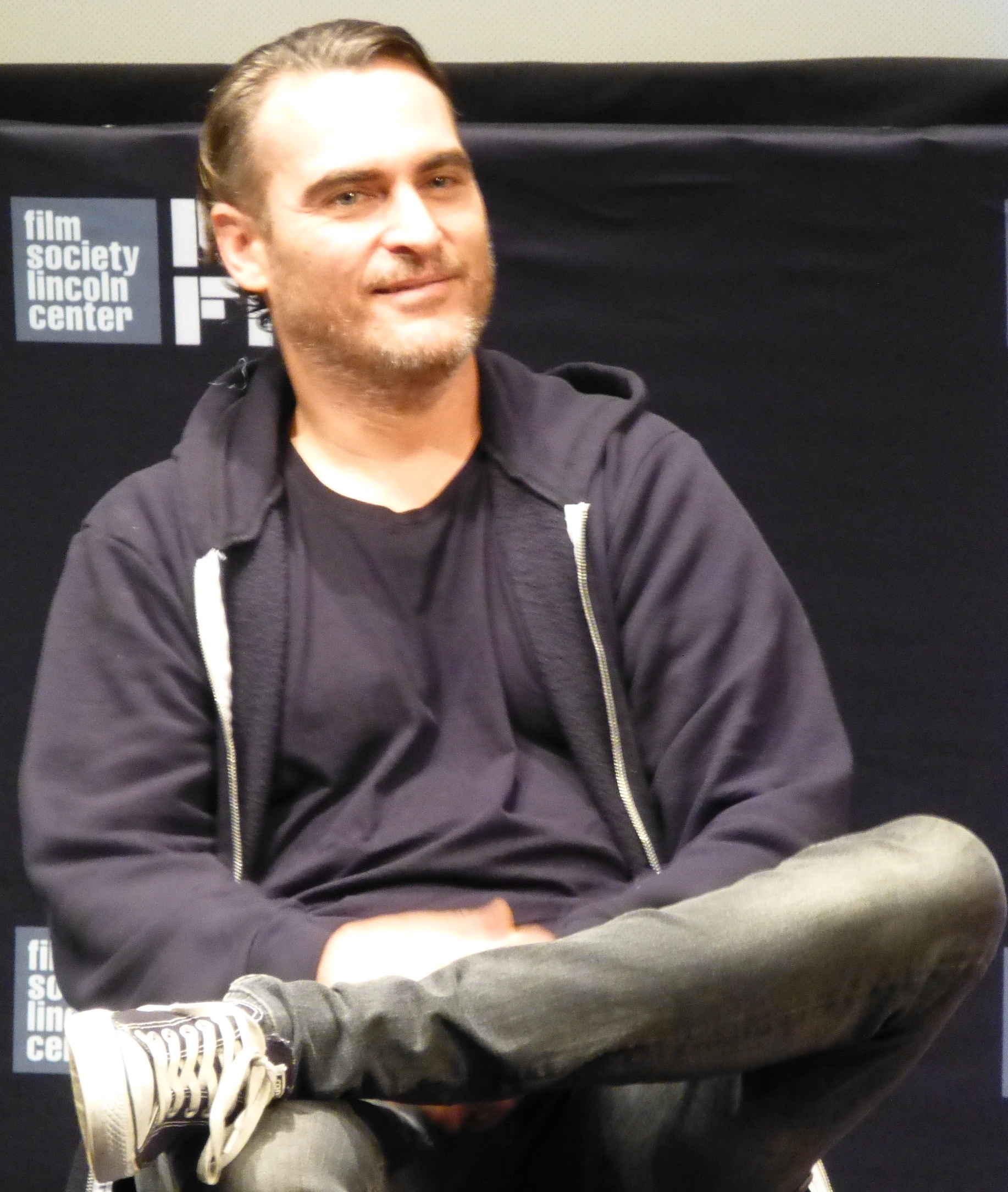
جشنواره فیلم نیویورک ۲۰۱۴

در سال ۲۰۱۴ فینیکس دومین تجربه اش را با پل توماس اندرسن در فیلم جنایی، درام-کمدی خباثت ذاتی (اولین انطباق از کتاب توماس پینچن) تجربه کرد. واکین، در آن نقش یک کارآگاه خصوصی هیپی که سعی دارد به دوست دختر قبلی اش در حل یک معمای جنایی کمک کند را به تصویر کشید. فیلم اولین بار تاریخ ۴ اکتبر ۲۰۱۴ در جشنواره فیلم نیویورک اکران شد و چند ماه بعد در ۹ ژانویه ۲۰۱۵ در کل کشور به نمایش درآمد. منتقدان فیلم را تحسین کردند اما بیشتر از آن بازی بازیگران آن را مورد ستایش قرار دادند. برخی از موضوع پیچیده آن ناراضی بودند و فیلم با فروش ناامید کننده ۱۱ میلیون دلاری مواجه شد. فینیکس بابت بازی چشمگیرش، پنجمین نامزدی جایزه گلدن گلوب را به دست آورد. سال ۲۰۱۵، فینیکس به بازی در نقش یک استاد فلسفه که دچار بحران هویتی شده‌است در فیلم مرد بی منطق به کارگردانی استادی چون وودی آلن پرداخت. فیلم در جشنواره کن ۲۰۱۵ به نمایش درآمد و نظر مختلف منتقدان را جلب کرد. فینیکس به عنوان راوی در دومین فیلم مستندش به اسم وحدت شرکت کرد که در ۱۲ اوت ۲۰۱۵ منتشر شد.

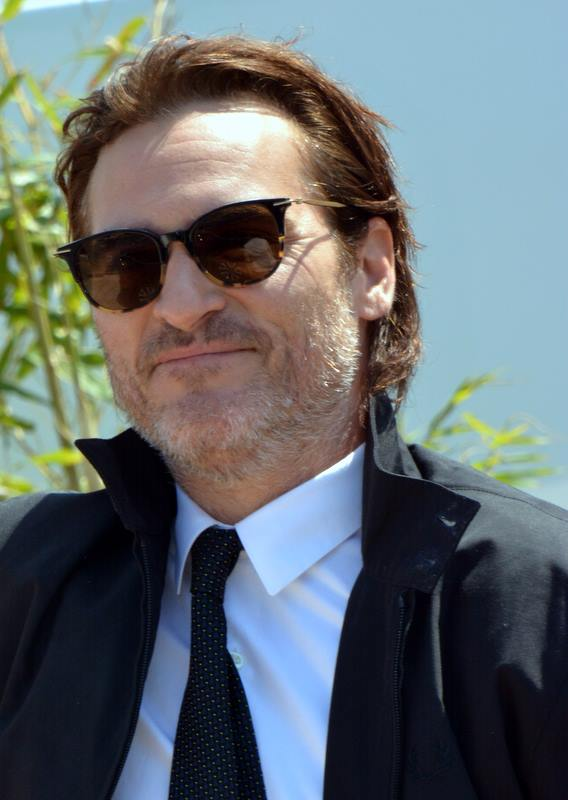
فینیکس در جشنواره کن ۲۰۱۷

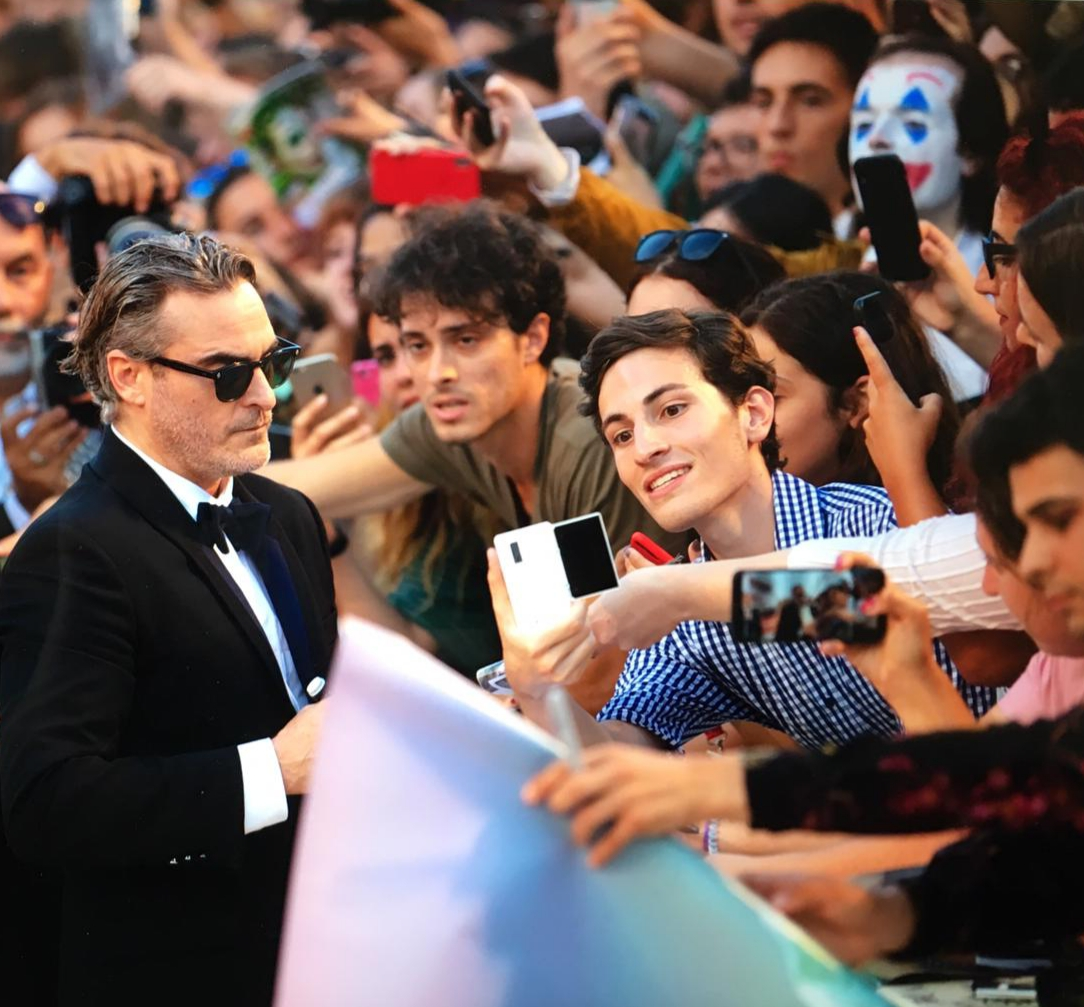
فینیکس (سمت چپ) در فرش قرمز هفتاد و ششمین دوره جشنواره بین‌المللی فیلم ونیز

فینیکس ۴ فیلم در سال ۲۰۱۸ بازی کرد. در اولین عنوان، فینیکس نقش حضرت عیسی در کنار رونی مارا در فیلم فیلم مریم مجدلیه به نویسندگی هلن ادموندسون و فیلیپیا گاسلت (دو نویسنده بریتانیایی) و به کارگردانی گارث دیویس به تصویر کشید که در ۲۶ فوریه ۲۰۱۸ در نگارخانه ملی لندن و کمی بعد در ۱۶ مارس سال ۲۰۱۸ با نظرات مختلف منتقدین در انگلیس اکران شد. فیلم بخاطر اتهامات آزار جنسی هاروی واینستین که در آن زمان هاروی واینستین تهیه‌کننده فیلم بود، کمی دیرتر در آمریکا اکران شد و فقط توانست ۱۱ میلیون دلار بفروشد. موسیقی دان برجسته ایسلندی (یوهان یوهانسون)، آخرین موسیقی متن خود را در این فیلم ضبط کرد و در همان سال در سن ۴۸ سالگی بر اثر مصرف بیش از حد کوکائین جان باخت. کمی بعد واکین در دومین فیلم سالش به عنوان یک مامور اف بی ای سابق و سرباز کهنه‌کار در جنگ خلیج فارس به نام جو که از بیماری اختلال استرسی پس از آسیب روانی رنج می‌برد در فیلم تو هرگز واقعاً اینجا نبودی به تهیه کنندگی آمازون استودیوز و نویسندگی و کارگردانی لین رمزی حاضر شد که در جشنواره کن ۲۰۱۷ به نمایش درآمد و نقدهای مثبت بسیار زیادی دریافت کرد. فینیکس توانست اولین جایزه اش به عنوان بهترین بازیگر مرد در جشنواره کن را به دست آورد. فیلم در ۶ آوریل سال ۲۰۱۸ اکران شد که برخی از منتقدان معتقد بودند که این فیلم، بهترین فیلم فینیکس است. سومین فیلم او، نگران نباشید، او با پای پیاده زیاد دور نخواهد شد (برگرفته از کتابی با همین نام) به کارگردانی گاس ون سنت بود که واکین، نقش یک الکلی فلج به نام جان کالاهان را که عاشق چاپ کارتون در روزنامه‌های رنگی است، بازی کرد. فیلم توانست نظر مثبت منتقدان را جلب کند و در ۱۳ ژوئیه ۲۰۱۸ با بودجه ۳ میلیون دلاری، اکران شد و فقط ۴ میلیون دلار فروخت. آخرین بازی او در سال ۲۰۱۸، نقش چارلی سیسترز (اقتباسی از داستان تاریخی به نوشته پاتریک دوویت) در فیلم انگلیسی زبان برادران سیسترز به کارگردانی ژاک اودیار بود که در هفتاد و پنجمین دوره جشنواره بین‌المللی فیلم ونیز به نمایش درآمد و توانست شیر نقره‌ای را برای بهترین کارگردانی دریافت کند؛ و سپس در ۲۱ سپتامبر ۲۰۱۸ در آمریکا اکران شد. ماجرای فیلم در سال ۱۸۵۱ میلادی در شهر کالیفرنیا رخ می‌دهد. او به همراه برادرش، ایلای با بازی جان سی ریلی به دنبال کشتن هرمن کریمت وارم با بازی خوب ریز احمد هستند که در طول مسیر اتفاقات زیادی رخ می‌دهد و نقش آنطوری که پیش‌بینی شده بود، برایشان پیش نرفت. جیک جیلنهال در نقش جان موریس نیز بازی می‌کند. این فیلم با بودجه ۳۸ میلیون دلاری، فقط توانست فروش ناامید کننده ۱۳ میلیون دلاری را تجربه کند. او همچنین درهمان سال با همکاری رونی مارا، سیا، سیدی سینک و کت وون دی، به عنوان راوی در مستند دومینیون به کارگردانی کریس دلفورس حضور پیدا کرد. 

### از ۲۰۱۹ تا کنون: جوکر و ستایش او در این فیلم
فینیکس جنجالی‌ترین بازیش را در فیلم جوکر، یکی از شخصیت‌های شرور دی‌سی کامیکس، به کارگردانی تاد فلیپس در این سال تجربه کرد. افتتاحیه فیلم در هفتاد و ششمین دوره جشنواره بین‌المللی فیلم ونیز رقم خورد که برنده جایزه شیر طلایی، مهم‌ترین جایزه این جشنواره شد. موج بهترین انتقادات این سال همگی به سمت فینیکس است و اوون گلیبرمن در مجله معروف ورایتی نوشته‌است: «بازی فینیکس به عنوان بیمار روانی که تبدیل به یک دلقک قاتل در فیلم نوین تاکسی درایور تاد فیلیپس می‌شود، حیرت‌انگیز است. فیلم‌های کامیک بوکی بسیار کمی وجود دارد که بتواند دنیای واقعی را در آن نشان‌ها دهد.» فیلم در ۴ اکتبر ۲۰۱۹ در آمریکا اکران شد و با فروش ۱ میلیارد دلار در جهان، هم تبدیل به پرفروش‌ترین فیلم فینیکس و هم پرفروش‌ترین فیلم جهان در درجه سنی آر (R) (که از مرز یک میلیارد دلار گذشته‌است) شود. فینیکس دومین جایزه گلدن گلوب خود را در ۶ ژانویه ۲۰۲۰ به دست آورد که منتقدین، معتقدند شانس او برای بردن اولین اسکارش در این فیلم بسیار زیاد است. (که توانست آن را ببرد)

### کارگردانی
واکین موزیک ویدیوهایی برای گروه‌ها و خواننده‌هایی همچون رینگز، شی وانتس ریونج، مردم در هواپیما، آرکید، آلبرت هاموند جونیور و سیلورسان پیکاپس، کارگردانی کرده‌است.

### تهیه کنندگی
او تهیه کنندگی یکی از فیلم‌هایش (شب مال ماست) به عهده داشت و علاوه بر آن یکی از آهنگ‌های پوشا تی به همراهی کانیه وست به اسم «کینگ پوش» ضبط کرد که واکین بعدها تهیه کنندگی این آهنگ را انکار کرد و در این باره در مجله یکس‌ایکس‌ال گفت: «من نمی‌توانم این خبر را بپذیرم زمانی که به‌طور گسترده گزارش شده‌است. پسر یک دوست، آهنگ من را نواخت، و من تمام کاری که سعی داشتم انجام بدم، کمک به تیم کانیه وست بود.»

## زندگی خصوصی
در سال ۲۰۰۵، فینیکس برای معالجه اعتیاد به الکل، سراغ مراکز توانبخشی رفت.
فینیکس در زمینه اعتقاداتش گفته: «پدر و مادرم به خداوند اعتقاد دارند. من یهودی هستم. مادرم هم یهودی هست ولی به عیسی اعتقاد دارد. او رابطه‌ای بین خودش و عیسی می‌بیند ولی (پدر و مادرم) هیچوقت خیلی مذهبی نبودند. من یادم نمیاد آخرین بار کی کلیسا رفتم ولی شاید یکی دوبار رفته باشم.»
واکین از سال ۲۰۰۶ در هالیوود هیلز زندگی می‌کند. در ۲۶ ژانویه ۲۰۰۶، در حین رانندگی به سمت دره کنیون در هالیوود، لس آنجلس، از مسیر منحرف می‌شود و ماشینش ضربه می‌بیند. در گزارش تصادف فقط خرابی ترمز آمده است. فینیکس گفته: «زمانی که در ماشین حضور داشتم و گیج بودم، شخصی که نمی‌توانستم به خوبی ببینم، به شیشه ماشینم ضربه زد و گفت فقط آروم باش؛ و من در جواب گفتم، من آرومم و حالم خوبه و او پاسخ داد که نه خوب نیستی و با جلوگیری از روشن کردن سیگارم، زمانی که بنزین از باک ماشین چکه می‌کرد، جانم را نجات داد. من بعدها فهمیدم که آن شخص ورنر هرتسوک (کارگردان آلمانی) است.» زمانی که ورنر، فینیکس را از شیشه عقب ماشین به سمت بیرون می‌کشید، مردم حاضر در صحنه به آمبولانس زنگ زدند. وقتی فینیکس برای قدردانی به سمت هرتسوک می‌رفت، او با فروتنی قهرمانانه به سمت خانه اش رفت!
فینیکس در اواخر سال ۲۰۰۸ به‌طور غیرمنتظره ای، اعلام کرد که می‌خواهد از بازیگری کناره‌گیری کند و به دنبال حرفه رپری برود و فیلم دو عاشق، آخرین فیلم او است. در ۱۱ فوریه ۲۰۰۹، فینیکس در برنامه آخر وقت با دیوید لترمن حاضر شد تا برای فیلم دو عاشق، تبلیغ کند. او در جواب به سوالات دیوید لترمن دربارهٔ ادامه بازیگریش به نظر می‌رسید بی برنامه باشد و اکثراً پاسخی نداشت. واکین دوباره در تاریخ ۲۲ سپتامبر ۲۰۱۰ به برنامه لترمن دعوت شد و گفت بازنشستگی‌اش برای فیلم‌برداری فیلم مستندنما من هنوز اینجا هستم در کنار کیسی افلک فعلاً به تعویق افتاده است.
در اکتبر ۲۰۱۲، فینیکس جایزه اسکار را «مزخرف» خطاب کرد. اما بعداً در مصاحبه‌اش عذرخواهی کرد و اظهار کرد که اسکار شرایط مهمی را برای بسیاری از فیلمسازان شایسته فراهم می‌کند. او در سال ۲۰۱۵ در برنامه زنده جیمی کیمل این اتفاق را شرح داد و گفت که بابت این حقیقت که کار فیلمسازی مشارکتی است و فقط از بازی من تمجید می‌شود، خیلی راحت نیست.
واکین فینیکس در فیلم او با همبازی خود رونی مارا آشنا شد و از اواخر ۲۰۱۶ تاکنون با رونی مارا در رابطه است. آنها در ژوئیه ۲۰۱۹ نامزد کردند و در مِی ۲۰۲۰ اعلام کردند که منتظر اولین فرزندشان هستند. در ۲۶ سپتامبر ۲۰۲۰ این زوج از به دنیا آمدن اولین فرزندشان خبر دادند. آنها به یاد برادر فوت‌شده واکین، ریور فینیکس، اسم پسرشان را ریور نهادند. در ژوئن ۲۰۲۴، دخترشان به نام اسپارو به دنیا آمد. در سپتامبر ۲۰۲۴، فینیکس ازدواج خود را با مارا در پادکست Talk Easy رسمی کرد.

### فعالیت‌های اجتماعی
فینیکس با کمک مالی به خیریه‌ها و سازمان‌های بشردوستانه مثل سازمان عفو بین‌الملل به مدت زیادی به عنوان فعال اجتماعی شناخته می‌شود. او یکی از مدیران اصلی سازمان تهیه غذا برای کودکان آفریقای جنوبی است که هر روز وعده‌های غذایی این کودکان را تهیه می‌کند و به شهر سووتو در آفریقای جنوبی می‌فرستد.

### فعالیت‌ها در راستای حمایت از حقوق حیوانات
مردم، فعالیت‌های فینیکس را بیشتر در حمایت از حقوق حیوانات می‌بینند و او برای گیاه‌خواری اش معروف است. فینیکس با بسیاری از سازمان‌های حمایت کننده حقوق حیوانات برای آگاه‌سازی مردم از سوء استفاده از آنها و تشویق مردم به وگانیسم همکاری داشته است. فینیکس یکی از اعضاء مهم در سازمان بنیاد مردمی رعایت اصول اخلاقی در برابر جانوران و سازمان پتا است و برای هردو آنها مبارزه می‌کند. او هیچ لباسی که از پوست حیوانات ساخته شده است، به تن نمی‌کند و در فیلم‌هایش از عوامل مسئول خواهش می‌کند که لباسی که از مواد مصنوعی ساخته شده است را در اختیار او قرار بدهند.
او در مستندهایی مثل ساکنان زمین که دربارهٔ وابستگی کامل بشر به حیوانات است به عنوان راوی حضور داشته است. داوران جشنواره بین‌المللی فیلم سن دیگو، به فینیکس، بابت همکاری او در این مستند، جایزه بشردوستانه را اهدا کردند. او در دومین مستندش، وحدت (به عنوان راوی) در کنار بازیگران دیگر از جمله جسیکا چستین و کمدین مشهور الن دی‌جنرس که هردو گیاه‌خوار هستند، حاضر شد.
او یکی از اصلی‌ترین تهیه‌کنندگان مستند سلامتی چیست؟ بود که در ۱۶ جون سال ۲۰۱۷ در شبکه نتفلیکس به نمایش درآمد. برنامه دربارهٔ هزینه تریلیون دلاری دولت و شرکت‌های بزرگ است که مردم را بیمار نگه دارند. در سال ۲۰۱۹ سازمان پتا، فینیکس را «مرد سال» لقب داد و دلیل آن را اینطور بیان کرد: «واکین فینیکس هرگز فرصتی را برای کمک به حیوانات از دست نداده است و او بهترین مثال برای یک فرد گیاه‌خوار است.»